# Tsogo
Le tsogo (ou ghetchôghô) est une langue bantoue parlée par la population Mitsogo au Gabon. C'est une des langues principales des pygmées Babongo.